# NGC 1516
NGC 1516  ist ein Paar interagierender Galaxien (NGC 1524 & NGC 1525) im Sternbild Eridanus. Es ist etwa 440 Millionen Lichtjahre von der Milchstraße entfernt. 
Das Objekt wurde am 30. Januar 1786 vom deutsch-britischen Astronomen Wilhelm Herschel entdeckt.